# Chulavista
Chulavista är en ort i Mexiko.   Den ligger i kommunen Compostela och delstaten Nayarit, i den centrala delen av landet, 700 km väster om huvudstaden Mexico City. Chulavista ligger 19 meter över havet och antalet invånare är 282.
Terrängen runt Chulavista är kuperad söderut, men norrut är den platt. Havet är nära Chulavista åt nordväst. Runt Chulavista är det ganska tätbefolkat, med 54 invånare per kvadratkilometer. Närmaste större samhälle är Valle de Banderas, 18,7 km söder om Chulavista. I omgivningarna runt Chulavista växer i huvudsak lövfällande lövskog.